# آرکادیا راتنبرگ
آرکادیا راتنبرگ (روسی: Аркадий Романович Ротенберг؛ زادهٔ ۱۵ دسامبر ۱۹۵۱) کارآفرین و سرمایه‌دار اهل روسیه است. وی همچنین برندهٔ جوایزی همچون نشان دوستی شده‌است.